# Venga Mi
Singles de Soprano
Superman n'existe pas
(2022) 3615 Bonheur
(2022)
Venga Mi est une chanson du chanteur français Soprano en duo avec Gradur, sortie le 1er juin 2022. 
C'est un single de la réédition de l'album studio Chasseur d'étoiles (Stadium Version).
La chanson est également nommée 2 fois aux NRJ Music Awards 2022 dans les catégories "Collaboration francophone de l'année" et "Chanson francophone de l'année"

## Clip vidéo
Le clip a été réalisé par Chris Macari.
Le clip est réalisé dans un décor paradisiaque entre belle plage et désert.

## Classements hebdomadaires
| Classements (2022)  | Meilleure position |
| ------------------- | ------------------ |
| France (SNEP)       | 161                |
| France (SNEP Radio) | 23                 |

## Certifications

### NRJ Music Awards 2022
| Année | Cérémonie             | Nomination                            | Résultat   | Ref.  |
| ----- | --------------------- | ------------------------------------- | ---------- | ----- |
| 2022  | NRJ Music Awards 2022 | Collaborartion francophone de l'année | Nomination | [ 4 ] |
| 2022  | NRJ Music Awards 2022 | Chanson francophone de l'année        | Nomination | [ 5 ] |